# Mame Biram Diouf
Mame Biram Diouf (ur. 16 grudnia 1987 w Dakarze) – senegalski piłkarz występujący na pozycji napastnika, zawodnik Stoke City.
Grając trzy sezony w Norwegii, w 75 meczach zdobył 33 gole, co daje średnią 0,44 bramki na mecz. W grudniu 2009 roku otrzymał pozwolenie na pracę w Anglii oraz przejął po Carlosie Tevezie koszulkę z numerem 32 w Manchesterze United.
6 sierpnia 2010 został wypożyczony na jeden sezon do Blackburn Rovers.
28 stycznia 2012 za 1,8 mln € przeszedł do niemieckiego Hannover 96.